# Askia Mohammad I

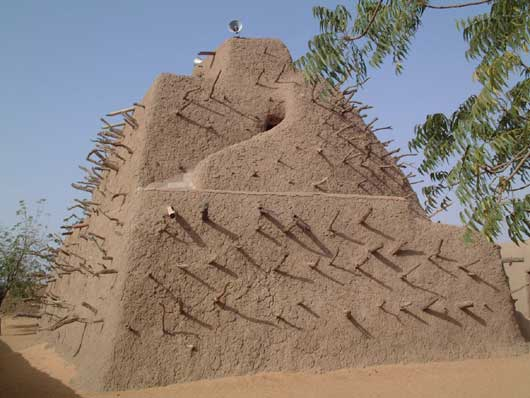
La tomba di Askia a Gao.

Mamadū Ture (ممدو توره), più conosciuto come Askia Mohammad I (Askia Mohammad ibn Abī Bakr), (1443 circa – 1538) fu un imperatore, comandante militare che regnò sull'impero Songhai dal 1493 al 1528.

## Biografia
Askia si impose come successore di Sonni Ali, di cui era stato un generale, deponendo l'erede legittimo, Sonni Baru, poiché questi si era rifiutato di convertirsi all'islam
Il nuovo sovrano condusse una vasta campagna di espansione territoriale, soprattutto ai danni dell'impero del Mali e del popolo degli Hausa che abitava il basso corso del fiume Niger, rendendo il Songhai il più esteso paese nella storia dell'Africa occidentale. Nel 1515 assoggettò anche il sultanato di Agadez, rendendolo vassallo. L'unificazione della regione, la conquista di ricche città come Timbuctù e Djenné, e l'istituzione di un efficiente sistema burocratico e fiscale diedero un forte impulso al commercio (anche con l'Europa e con l'Asia) e favorirono la rinascita culturale del Mali.
Sotto il suo regno, l'islam divenne religione di Stato, vennero istituite nuove scuole coraniche in tutto il paese e rafforzato - anche per garantire legittimità alla nuova linea dinastica - il legame con l'élite culturale di Timbuctu che divenne il principale centro culturale dell'impero assieme alla capitale Gao.
Askia, che era un fervente musulmano, è ricordato anche per il suo pellegrinaggio (hajj) alla Mecca, compiuto tra il 1495 e il 1497, e si ritiene tradizionalmente che sia stato tumulato nella cosiddetta tomba di Askia, un complesso monumentale - dal 2004, patrimonio dell'umanità dell'UNESCO - situato a Gao e costituito da una tomba piramidale, due moschee e un cimitero.

## L'organizzazione imperiale sotto Askia e l'età d'oro di Timbuctu

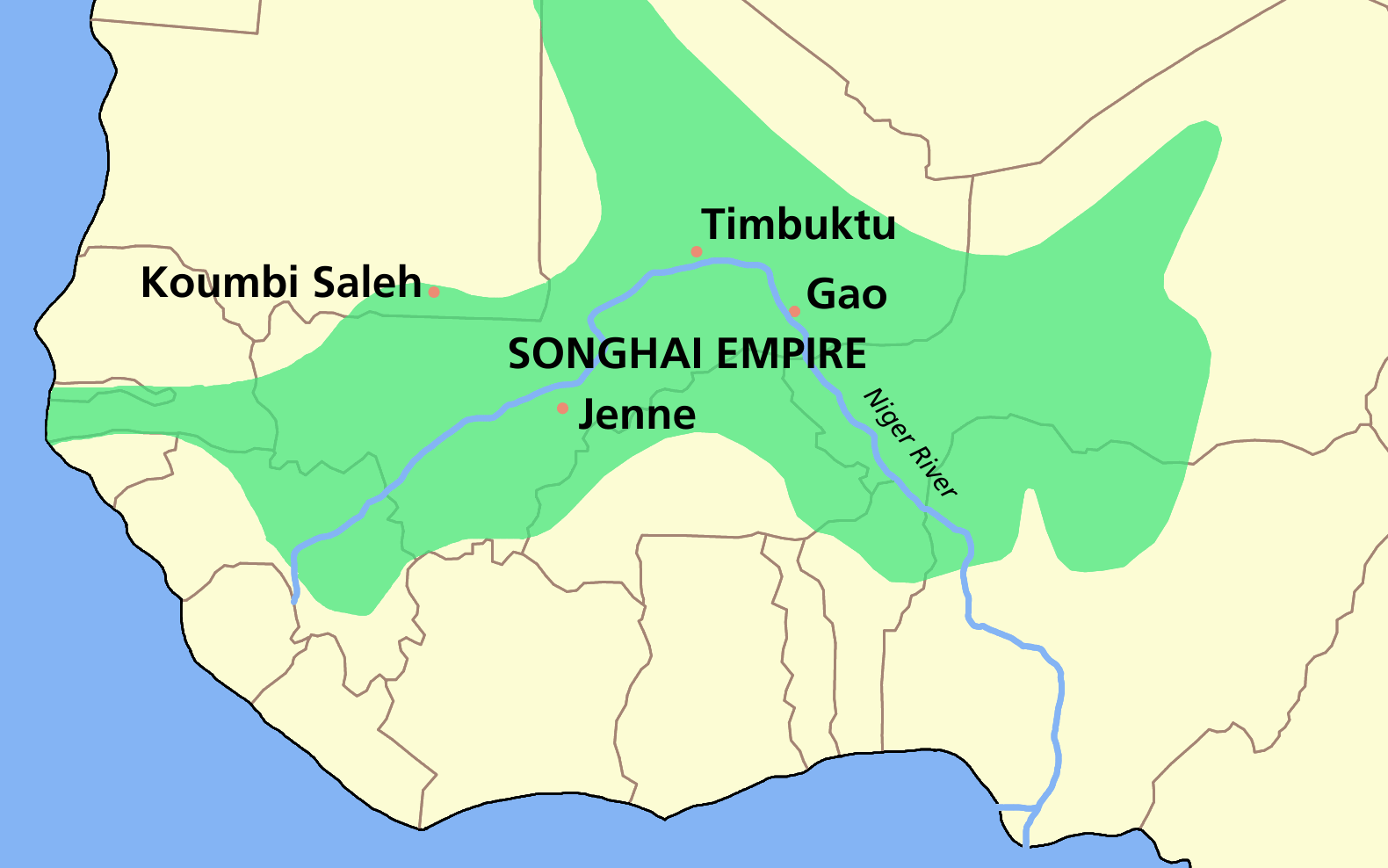
Mappa dell'impero Songhai.

A livello politico-amministrativo, sotto il governo di Askia, furono introdotte le cariche di askiya (che avrebbe designato il sovrano imperiale fino all'occupazione marocchina), kurmina fari (governatore delle province occidentali, carica usualmente ricoperta dal fratello del sovrano che svolgeva anche il ruolo di viceré), dendi fari (governatore del sud-est); altre figure di rilievo della complessa organizzazione statuale erano il fari mondio, che supervisionava l'esazione delle imposte, e il karei farma che era preposto alla gestione delle relazioni commerciali con Arabi e Berberi. Anche l'esercito fu riorganizzato su base territoriale: il comando militare era affidato a comandanti regionali che erano affiancati dagli hi-koi ("comandanti delle canoe") che organizzavano il trasporto delle truppe lungo il fiume Niger. L'economia dell'impero poggiava sul commercio, l'agricoltura e l'utilizzo degli schiavi la cui gestione era affidata ai fanfa (gli ufficiali degli schiavi) che dirigevano le piantagioni reali.
All'epoca della conquista di Timbuctu da parte di Songhai, la madrassa di Sankoré rivestiva da oltre un secolo un ruolo di assoluta preminenza sia come polo culturale che come centro di insegnamento e diffusione dell'islam nell'intera Africa: il complesso dell'università di Timbuctu (che comprendeva, oltre a quella di Sankoré, anche le moschee di Djinguereber e di Sidi Yahya) poteva ospitare, infatti, fino a 25 000 studenti e possedeva una delle più grandi librerie del mondo medievale (tra 400 000 e 700 000 manoscritti, una collezione superata nel continente solamente dalla biblioteca di Alessandria).
Durante il periodo di pace e prosperità inaugurato dai successori di Askia, il complesso universitario maliano fu ulteriormente espanso e ne venne incentivata la produzione letteraria, in particolare in ambito giuridico e storiografico, una produzione che non sarebbe venuta meno neppure con il crollo dell'impero e la turbolenta occupazione marocchina (1591-1661): risalgono, infatti, a quest'epoca le opere di Ahmed Baba (1556-1627) sulla legge islamica e le cronache storiche di Muhammad Kati (Tarik al-Fattah, "Storia della conquista") e di Abd al-Rahman al-Sadi (1595-1655 o 1656, autore del Tarīkh al-Sūdān, "Storia del Paese dei Neri" o "Storia del Sudan").

## Nella cultura di massa
Askia è il leader della civiltà Songhai nel videogioco strategico a turni 4X Sid Meier's Civilization V, uscito nel 2010.